# Sandberg (Flensburg)
Sandberg (dänisch Sandbjerg) ist ein Stadtteil von Flensburg, der sich südöstlich der Stadt befindet. Zum Stadtteil gehören die Stadtbezirke Achter de Möhl und Adelbylund sowie der Campus (Sünderup-West). Mit Adelbylund gehört der Stadtteil zur Region Angeln.

## Geschichte
1764 fand der Hafermarkt, der heute zum Sandberg gehört, erstmals seine Erwähnung. 1808 wurde die Windmühle St. Johannis errichtet, welche noch heute eine Art Wahrzeichen des Stadtteils darstellt. Der Stadtteil gehörte nicht von Anfang an zu Flensburg. 1875 wurde das Gebiet Achter de Möhl eingemeindet. Dieser Teil bildet heutzutage zusammen mit dem 1970 eingemeindeten Adelbylund den Stadtteil Sandberg. 1974 wurde zudem das benachbarte Sünderup eingemeindet, das zumindest heute dem Stadtteil Tarup zugeordnet ist. Im 20. Jahrhundert siedelten sich im Stadtteil Flensburgs Hochschulen, die Flensburger Fachhochschule und die Flensburger Universität an. Damit entstand direkt westlich von Sünderup der Campus. Am Rande des Stadtteils liegt zudem die Wirtschaftsakademie Flensburg, die zumeist noch zu St. Johannis gezählt wird. Der Anteil der 18- bis 30-Jährigen ist daher im Stadtteil besonders hoch. Des Weiteren ist die Büchereizentrale Schleswig-Holstein dort seit vielen Jahren ansässig.